# Хижна Олена Борисівна
Олена Борисівна Хижна (нар. 11 липня 1965, Київ) — українська акторка театру, кіно та дубляжу. Заслужена артистка України.

## Життєпис
Олена Хижна народилася 11 липня 1965 року у Києві. Закінчила київську СШ № 77.
У 1987 році закінчила Київський державний інститут театрального мистецтва імені Івана Карпенка-Карого (курс Михайла Карасьова).
Після закінчення вишу стала акторкою Молодого театру. 
У кіно дебютувала в 1988 році у короткометражній стрічці «Як чоловіки про жінок говорили».

## Особисте життя
Чоловік — режисер Криворученко Тарас Степанович, донька Олександра.

## Театральні роботи
- Елен — «Любофф!», Меррей Шизґал переклад Олени Катаєвої, реж. Т. Криворученко[2]
- Перелла — «Звір і Доброчесність», Луїджі Піранделло, переклад Володимира Чайковського, реж. Т. Криворученко[3]
- Наталка, Галя, Кінозірка — «За двома зайцями», Михайло Старицький, реж. В. Шулаков
- Ельф — «Баня», Володимир Маяковський, реж. В. Шулаков
- Перовська — «Диктатура совісті», Михайло Шатров, реж. Л. Танюк
- Сапожнікова — «Революційний етюд», Михайло Шатров, реж. Л. Танюк
- Волька, Женька — «Хоттабич», Лазар Лагін, реж. В. Шулаков
- Ляля — «Нічні карлики та Антігона», Людмила Разумовська, реж. В. Оглоблін
- Мальвіна, Буратіно — «Пригоди Буратіно», Олексій Толстой, реж. В. Чхаїдзе
- Мрія — «Сірано де Бержерак», Едмон Ростан, реж. В. Шулаков (відновлення)
- Ворона — «Марат/Сад», Петер Вайс, реж. В. Шулаков
- Йоганна — «Одержима», Леся Українка, реж. Г. Максименко
- Герольд — «Король та Морква», Владислав Кшемінський, реж. Ян Козлов
- Лисиця — «Золоте курча», Володимир Орлов, реж. В. Шулаков
- Амалія — «Ігри замку Ельсінор», Нікола Йорданов, реж. Т. Криворученко
- Повітруля — «Вій», Тамара Тамільченко за творами Миколи Гоголя, реж. В. Шулаков
- Луіза — «Підступність і кохання, Фрідріх Шиллер, реж. О. Смеляков
- Фру Палм — «Сцени з подружнього життя», Інгмар Бергман, реж. Т. Криворученко
- Дзані — «Ерлін», Оскар Вайльд  за п'єсою «Віяло леді Віндермир», реж. В. Шулаков
- Закохана — «Автобус», Станіслав Стратієв, реж. Т. Криворученко
- Четверта дружина — «Сім дружин Синьої Бороди», Олександр Володін, реж. Б. Озеров
- Манюшка — «Зойчина квартира», Михайло Булгаков, реж. О. Дзекун
- Джульєтта — «Я, Фейєрбах!», Танкред Дорст, реж. Я. Нірод
- Донна Скандалонна — «Віват, карнавал!», Олександр Вратарьов, реж. Ю. Сидоренко
- Аміна — «Жінка і війна», Джавад ель Есседі, реж. Джавада ель Есседі
- Наталія Олександрівна — «Міраж», Пеєр Буржад, реж. Т. Криворученко
- Параска — «Сватання на Гончарівці», Григорій Квітка-Основ'яненко, реж. В. Шулаков
- Агафія Тихонівна — «Одруження», Микола Гоголь, реж. Т. Криворученко
- Ельвіра, дружина Дон Жуана — «Дон Жуан», Жан-Батист Мольєр, переклад Ірини Стешенко, реж. С. Мойсеєв
- Луїса — «Севільські заручин», Річард Брінслі Шерідан, реж. Є. Курман
- Вічність — «Людина і вічність», Андрій Курейчик, переклад Олександра Ірванця, реж. Т. Криворученко

## Фільмографія
| Акторська діяльність | Акторська діяльність             | Акторська діяльність               | Акторська діяльність |
| Рік                  | Фільм                            | Роль                               | Примітки             |
| -------------------- | -------------------------------- | ---------------------------------- | -------------------- |
| 1988                 | «Як чоловіки про жінок говорили» | Орися, дружина Юрка                | короткометражний     |
| 1993                 | «Місяцева зозулька»              | Людка                              |                      |
| 1994                 | «Царівна»                        | Зоня                               |                      |
| 1995                 | «Острів любові»                  | Есмеральда, коханка Сержа          |                      |
| 1995                 | «Репортаж»                       | працівниця аеропорту               |                      |
| 1998                 | «Глухий кут»                     | епізод                             |                      |
| 2001                 | «Заручники часу»                 | епізод                             |                      |
| 2003                 | «Весела компанія»                | епізод                             |                      |
| 2007                 | «Повернення Мухтара-4»           | господиня Арнольдіка               |                      |
| 2009                 | «Повернення Мухтара-5»           | Тєтєріна                           |                      |
| 2011                 | «Танець нашого кохання»          | епізод                             |                      |
| 2013                 | «Жіночий лікар-2»                | Ірина Олегівна Макєєва, мати Олени |                      |
| 2013                 | «Життя після життя»              | розпорядник в РАГСі                |                      |
| 2014                 | «Мажор»                          | пані з псом                        |                      |
| 2014                 | «Особиста справа»                | тітка Савічєва                     |                      |
| 2014                 | «Вітер в обличчя»                | господарка квартири                |                      |
| 2015                 | «Пес»                            | економка                           |                      |
| 2019                 | «Як довго я на тебе чекала»      | Лідія (головна роль)               |                      |
| 2021                 | «Оператор Вікторія»              | (головна роль)                     |                      |